# Bartolomeo Ammanati

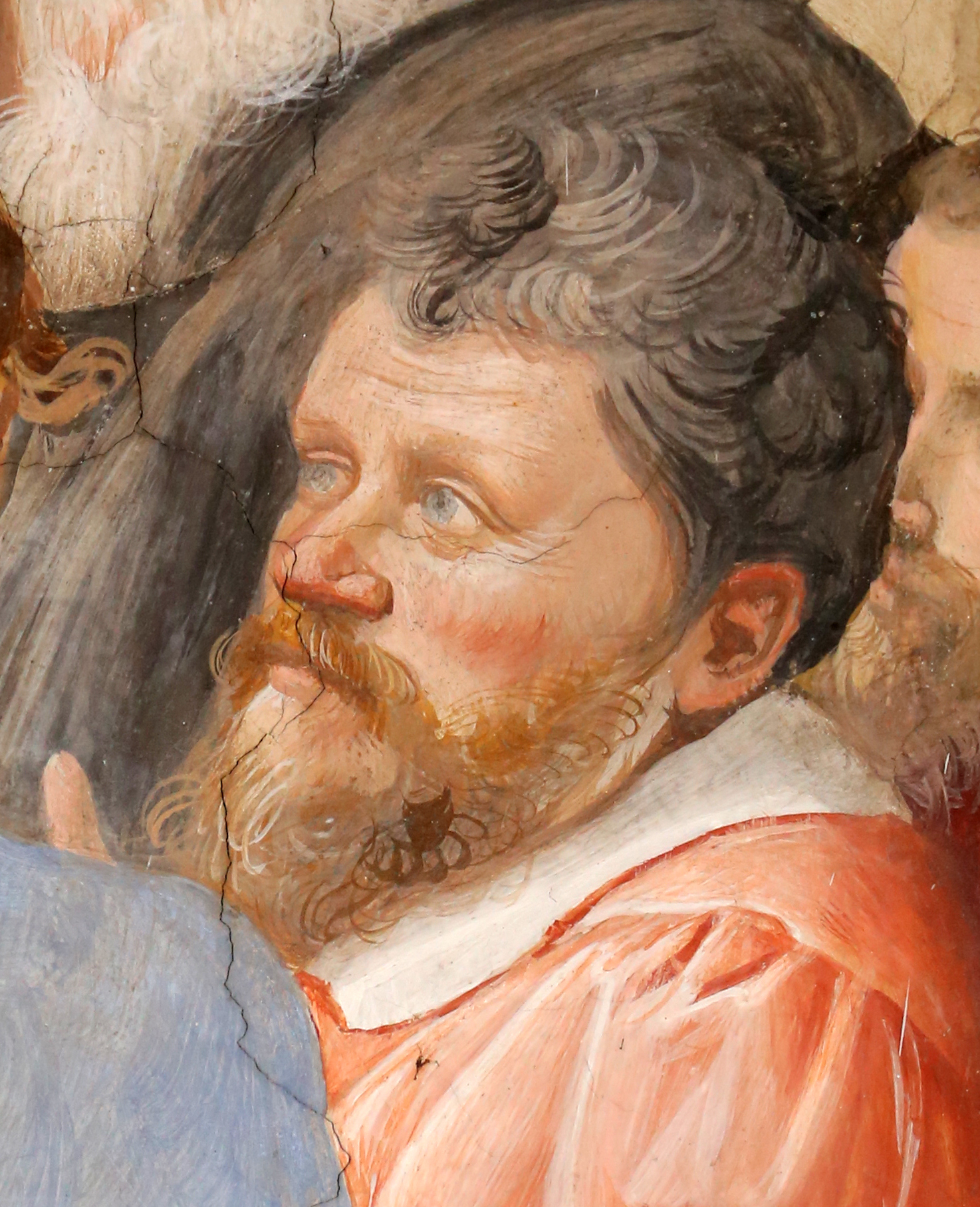
Bartolomeo Ammanati

Bartolomeo Ammanati (18 juni 1511 — 13 april 1592) was een Florentijnse architect en maker van sculpturen. Ammanati studeerde onder Baccio Bandinelli en Jacopo Sansovino. Hij imiteerde de stijl van Michelangelo. Hij werd groter in de architectuur dan in beeldhouwwerk.
Ammanati ontwierp vele gebouwen in Rome, onder andere het Villa Giulia complex. Tevens werkte hij in Lucca en Florence, waar zijn werk aan het Palazzo Pitti een van zijn meest bejubelde verwezenlijkingen is. In 1567 werd hij er ook aangesteld om de Ponte Santa Trinita over de Arno te herbouwen. De drie bogen zijn elliptisch, en hoewel zeer licht en elegant, zijn ze tegen het geweld van de rivier bestand. Een ander belangrijk werk is de Neptunusfontein op de Piazza della Signoria.
In 1550 trouwde Ammanati met Laura Battiferri, een dichteres. Later in zijn leven had hij een godsdienstige crisis die in het veroordelen van zijn eigen werken resulteerde.
- Bibsys: 12014334
- Biblioteca Nacional de España: XX4982230
- Bibliothèque nationale de France: cb131764958 (data)
- Catàleg d'autoritats de noms i títols de Catalunya: 981058619989006706
- Gemeinsame Normdatei: 118645021
- International Standard Name Identifier: 0000 0001 0837 1832
- KulturNav: 5c8f16ed-46a9-462b-8ff7-bbaf19875a93
- Library of Congress Control Number: n88202399
- Nationale Bibliotheek van Tsjechië: mzk2007395126
- Nationale bibliotheek van Australië: 35901267
- Nationale Bibliotheek van Israël: 987007586440205171
- Nationale Bibliotheek van Polen: a0000003586419
- Nederlandse Thesaurus van Auteursnamen: 070233403
- Réseau des bibliothèques de Suisse occidentale: 02-A002926203
- RKD-Nederlands Instituut voor Kunstgeschiedenis: 1550
- Istituto Centrale per il Catalogo Unico: PALV011419
- LIBRIS: 292686
- SNAC: w6vh6fr8
- Système universitaire de documentation: 03524545X
- Trove: 1138119
- Union List of Artist Names: 500028632
- Virtual International Authority File: 5070762
- WorldCat: E39PBJpjhFMBk4tBwtWkF9Tfv3